# Taekwondo nos Jogos Pan-Americanos de 2019
As competições de taekwondo nos Jogos Pan-Americanos de 2019 foram realizadas entre 26 a 29 de julho na Villa Desportiva Regional de Callao, no Peru. Um total de doze eventos concederam medalhas, sendo quatro categorias para homens e quatro para mulheres, de acordo com o peso. A modalidade contou também com quatro eventos no poomsae, que foram adicionados a pedido do Comitê Organizador.

## Qualificação
Um total de 140 atletas de taekwondo se qualificaram para competir nos jogos. Cada nação pode inscrever no máximo 13 atletas (oito em Kyorugi e cinco em Poomsae). O país anfitrião, Peru, qualificou automaticamente o número máximo de atletas (13) inscritos em cada evento. As vagas foram concedidas no torneio de qualificação realizado em Santo Domingo, em março de 2019. 

## Calendário
| Julho / Agosto | 24 | 25 | 26 | 27 | 28 | 29 | 30 | 31 | 1 | 2 | 3 | 4 | 5 | 6 | 7 | 8 | 9 | 10 | 11 |
| -------------- | -- | -- | -- | -- | -- | -- | -- | -- | - | - | - | - | - | - | - | - | - | -- | -- |
| Taekwondo      |    |    |    | 4  | 4  | 4  |    |    |   |   |   |   |   |   |   |   |   |    |    |

|  | Dia de competição |  | Dia de final |

## Medalhistas

### Kyorugi
Masculino
| Evento                 | Ouro                              | Prata                                 | Bronze                                    |
| ---------------------- | --------------------------------- | ------------------------------------- | ----------------------------------------- |
| Até 58 kg detalhes     | Lucas Guzmán ARG Argentina        | Brandon Plaza MEX México              | David Kim USA Estados Unidos              |
| Até 58 kg detalhes     | Lucas Guzmán ARG Argentina        | Brandon Plaza MEX México              | Paulo Ricardo Melo BRA Brasil             |
| Até 68 kg detalhes     | Edival Pontes BRA Brasil          | Bernardo Pie DOM República Dominicana | Hervan Nkogho CAN Canadá                  |
| Até 68 kg detalhes     | Edival Pontes BRA Brasil          | Bernardo Pie DOM República Dominicana | Ignacio Morales CHI Chile                 |
| Até 80 kg detalhes     | Miguel Ángel Trejos COL Colômbia  | Icaro Martins BRA Brasil              | José Cobas CUB Cuba                       |
| Até 80 kg detalhes     | Miguel Ángel Trejos COL Colômbia  | Icaro Martins BRA Brasil              | Moisés Hernández DOM República Dominicana |
| Mais de 80 kg detalhes | Jonathan Healy USA Estados Unidos | Rafael Alba CUB Cuba                  | Carlos Sansores MEX México                |
| Mais de 80 kg detalhes | Jonathan Healy USA Estados Unidos | Rafael Alba CUB Cuba                  | Maicon de Andrade BRA Brasil              |

Feminino
| Evento                 | Ouro                                  | Prata                              | Bronze                               |
| ---------------------- | ------------------------------------- | ---------------------------------- | ------------------------------------ |
| Até 49 kg detalhes     | Daniela Souza MEX México              | Talisca Reis BRA Brasil            | Monique Rodriguez USA Estados Unidos |
| Até 49 kg detalhes     | Daniela Souza MEX México              | Talisca Reis BRA Brasil            | Andrea Ramírez COL Colômbia          |
| Até 57 kg detalhes     | Anastasija Zolotic USA Estados Unidos | Skylar Park CAN Canadá             | Nishy Lee Lindo CRC Costa Rica       |
| Até 57 kg detalhes     | Anastasija Zolotic USA Estados Unidos | Skylar Park CAN Canadá             | Fernanda Aguirre CHI Chile           |
| Até 67 kg detalhes     | Milena Titoneli BRA Brasil            | Paige McPherson USA Estados Unidos | Katherine Dumar COL Colômbia         |
| Até 67 kg detalhes     | Milena Titoneli BRA Brasil            | Paige McPherson USA Estados Unidos | Arlettys Acosta CUB Cuba             |
| Mais de 67 kg detalhes | Briseida Acosta MEX México            | Gloria Mosquera COL Colômbia       | Rayane Fidelis BRA Brasil            |
| Mais de 67 kg detalhes | Briseida Acosta MEX México            | Gloria Mosquera COL Colômbia       | Madelynn Gorman USA Estados Unidos   |

### Poomsae
Masculino
| Evento              | Ouro                        | Prata                      | Bronze                        |
| ------------------- | --------------------------- | -------------------------- | ----------------------------- |
| Individual detalhes | Alex Lee USA Estados Unidos | Hugo del Castillo PER Peru | Marco Arroyo MEX México       |
| Individual detalhes | Alex Lee USA Estados Unidos | Hugo del Castillo PER Peru | Abbas Assadian Jr. CAN Canadá |

Feminino
| Evento              | Ouro                      | Prata                     | Bronze                        |
| ------------------- | ------------------------- | ------------------------- | ----------------------------- |
| Individual detalhes | Paula Fregosso MEX México | Marcelo Castillo PER Peru | Claudia Cardenas ECU Equador  |
| Individual detalhes | Paula Fregosso MEX México | Marcelo Castillo PER Peru | Karyn Real USA Estados Unidos |

Misto
| Evento           | Ouro                                                                   | Prata                                                                    | Bronze                                                                          |
| ---------------- | ---------------------------------------------------------------------- | ------------------------------------------------------------------------ | ------------------------------------------------------------------------------- |
| Duplas detalhes  | Leonardo Juarez Ana Ibáñez MEX México                                  | Jinsu Ha Michelle Lee CAN Canadá                                         | Renzo Saux Ariana Vera PER Peru                                                 |
| Equipes detalhes | Ethan Sun Sae-Jin Yi Karyn Real Andrew Lee Alex Lee USA Estados Unidos | Jinsu Ha Michelle Lee Mark Bush Abbas Assadian Jr. Valerie Ho CAN Canadá | Miguel Rivera Luis Colón Bryan Ribera Fabiola Ruiz Arelis Medina PUR Porto Rico |

## Quadro de medalhas
| Ordem | País                     | Medalha de ouro | Medalha de prata | Medalha de bronze |    |
| ----- | ------------------------ | --------------- | ---------------- | ----------------- | -- |
| 1     | USA Estados Unidos       | 4               | 1                | 4                 | 9  |
| 2     | MEX México               | 4               | 1                | 2                 | 7  |
| 3     | BRA Brasil               | 2               | 2                | 3                 | 7  |
| 4     | COL Colômbia             | 1               | 1                | 1                 | 3  |
| 5     | ARG Argentina            | 1               |                  |                   | 1  |
| 6     | CAN Canadá               |                 | 3                | 3                 | 6  |
| 7     | PER Peru                 |                 | 2                | 1                 | 3  |
| 8     | CUB Cuba                 |                 | 1                | 2                 | 3  |
| 9     | DOM República Dominicana |                 | 1                | 1                 | 2  |
| 10    | CHI Chile                |                 |                  | 2                 | 2  |
| 11    | CRC Costa Rica           |                 |                  | 1                 | 1  |
|       | ECU Equador              |                 |                  | 1                 | 1  |
|       | PUR Porto Rico           |                 |                  | 1                 | 1  |
| TOTAL | TOTAL                    | 12              | 12               | 19                | 46 |